# Euthlastoblatta orizabae
Euthlastoblatta orizabae är en kackerlacksart som först beskrevs av Henri Saussure 1868.  Euthlastoblatta orizabae ingår i släktet Euthlastoblatta och familjen småkackerlackor. Inga underarter finns listade i Catalogue of Life.